# Sonne (canción)
«Sonne» —traducida como «sol» en alemán— es el título del primer sencillo del álbum Mutter (2001) de la banda alemana de Metal industrial Rammstein. Según Till Lindemann la canción fue originalmente escrita como himno de entrada para el boxeador ucraniano Vitali Klitschko. En un principio se pensó incluso titular el tema con el nombre del púgil.

## Vídeo
El vídeo muestra a los miembros de Rammstein caracterizados como enanitos trabajando en una mina para una Blancanieves adicta al polvo de oro. En el rodaje del vídeo, el guitarrista Paul Landers cuenta que la idea surgió mientras veían la película de Disney Blancanieves y los siete enanitos. El bajista Oliver Riedel mezcló entonces con su ordenador partes de la película con fragmentos de la canción. El papel de Blancanieves lo interpreta la actriz rusa Joulia Stepanova.

## Contenido del sencillo
1. «Sonne» - 4:32
2. «Adiós» - 3:48
3. «Sonne» (Clawfinger K.O. Remix) - 4:10
4. «Sonne» (Clawfinger T.K.O. Remix) - 5:49
5. «Sonne» (Instrumental) - 4:32

## Otros datos de interés
El Disc jockey neerlandés Angerfist ha utilizado samples de la canción en su tema Criminally Insane.